# Ribas de Campos
Ribas de Campos es un municipio y localidad española de la provincia de Palencia, en la comunidad autónoma de Castilla y León. Se encuentra en la comarca de Tierra de Campos. Por su término municipal transcurre el Canal de Castilla.

## Historia
A la caída del Antiguo Régimen la localidad se constituye en municipio constitucional, entonces conocido como Rivas que en el censo de 1842 contaba con 59 hogares y 307 vecinos, para posteriormente incorporar el municipio de Priorato de Santa Cruz.

### Siglo XIX
Así se describe a Ribas de Campos en la página 512 del tomo XIII del Diccionario geográfico-estadístico-histórico de España y sus posesiones de Ultramar, obra impulsada por Pascual Madoz a mediados del siglo XIX:

RIVAS

Villa con ayuntamiento en la provincia y diócesis de Palencia (3 leguas), partido judicial de Astudillo (4), audiencia territorial y capitanía general de Valladolid (12).
Situada en una cuesta y rodeado por el canal de Castilla, el río Ucieza y el Carrión; su clima es poco frío, bien ventilado y propenso a calenturas intermitentes e inflamatorias.
Consta de 63 casas; un pósito con el fondo de 160 fanegas de trigo; una escuela de primeras letras concurrida por 20 niños y dotada con 500 reales y una corta retribución; iglesia parroquial (San Martín), servida por un cura de segundo ascenso y un sacristán.
El término confina por N con el de San Cebrián de Campos; E Amusco; S Priorato de Santa Cruz, agregado al ayuntamiento del que nos ocupa, y O Becerrilejos, del partido de Palencia.
Su terreno disfruta de monte y llano; la parte de E, S y O de buena calidad, no así la de N que es poco productiva; los citados ríos y el Canal bañan su término contribuyendo a la fertilidad de sus huertas las abundantes aguas de estos.
Los caminos son locales y en mediano estado.
La correspondencia se recibe de la capital de provincia.
Producciones: trigo, cebada, centeno, vino, frutas y algunas legumbres; se cría poco ganado lanar; caza de liebres, perdices y conejos; y pesca de truchas, barbos y peces.
Población: 59 vecinos, 307 almas.

Capital productivo: 449.000 reales. Imponible: 120.450.

## Demografía
A 1 de enero de 2010 la población del municipio ascendía a 167 habitantes, 86 hombres y 81 mujeres.
| Gráfica de evolución demográfica de Ribas de Campos entre 1842 y 2020 |
| |
| Población de derecho (1842-1991, excepto 1857 y 1860 que es población de hecho) o población residente (2001-2011) según los censos de población desde 1842 Población según el padrón municipal de 2020 del INE |

## Patrimonio

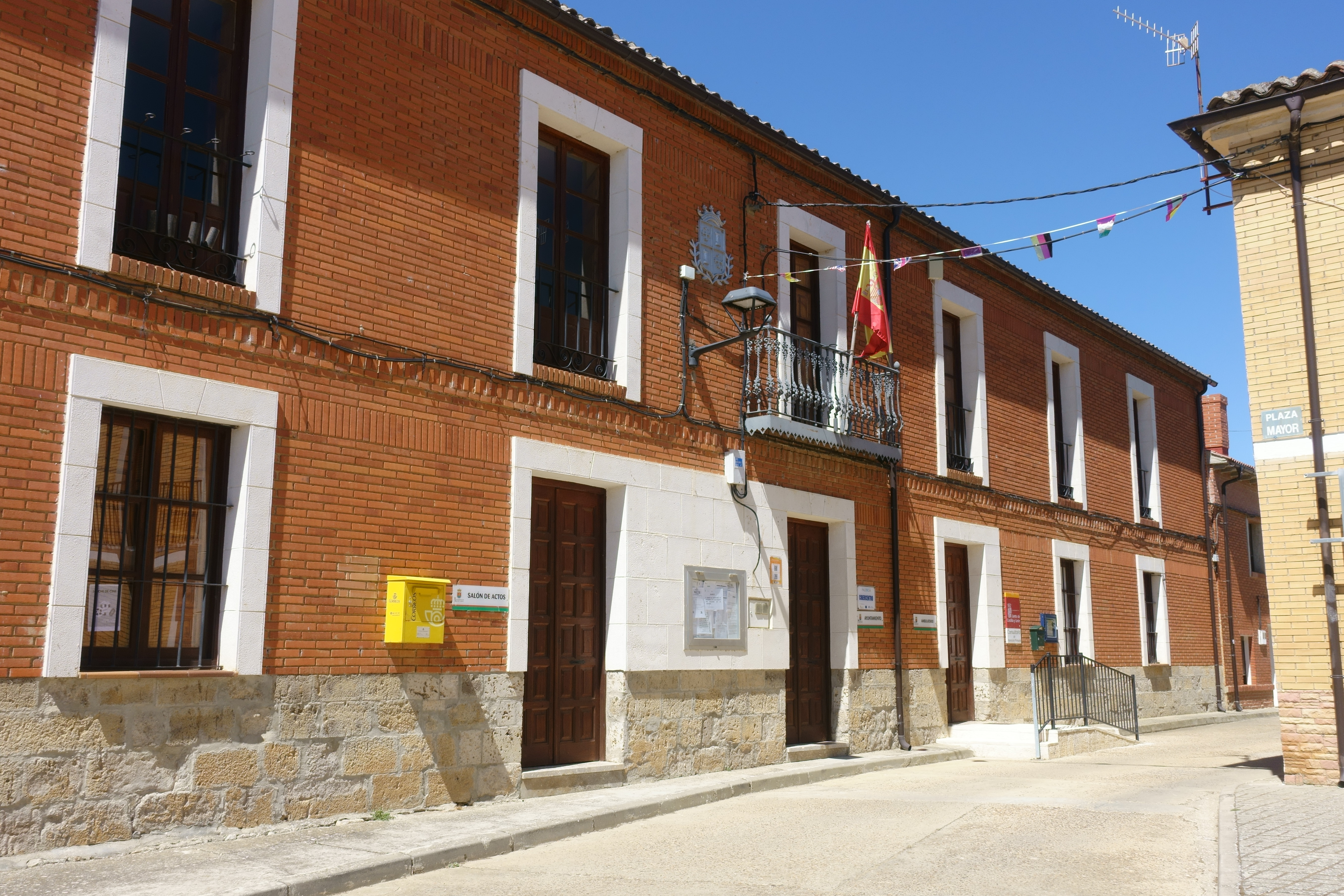
Casa consistorial

- Monasterio de Santa Cruz de Ribas: Fundado en el siglo XII por el rey Alfonso VIII y ocupado por monjes de la orden premostratense en 1176, es un notable exponente del paso del tardorrománico al gótico palentino. A pesar de haber sido declarado como Monumento Histórico-Artístico en 1931 su actual estado de abandono ha propiciado su inclusión en la Lista roja de patrimonio en peligro.